# Mario Lička
Mario Lička (Ostrava, 30 aprile 1982) è un calciatore ceco, centrocampista dello Zbuzany.

## Carriera

### Club
Passa al calcio professionistico nella maggiore squadra della sua città il Baník Ostrava nel 2002 a 20 anni rimane fino al 2005 e vince il 2003-2004. Qui vince il premio di migliore giovane ceco dell'anno nel 2003.
Nel 2004 passa al Livorno dove colleziona 4 presenze.
Torna al Baník Ostrava che lo cede allo 1. FC Slovácko con cui colleziona 28 partite di campionato e arriva in finale di Coppa della Repubblica Ceca nel 2005. Quindi lo prelevano gli inglesi del Southampton e in due anni entra in campo 27 volte. Nel 2008 torna quindi ad Ostrava.
Il 10 giugno 2010 passa al Brest insieme al suo compagno di squadra Tomáš Mičola.

### Nazionale
Ha debuttato con la Nazionale ceca il 15 novembre 2009 in amichevole contro gli Emirati Arabi Uniti. Ha disputato altre 2 partite con la selezione ceca, l'ultima il 17 novembre 2010 (sempre in amichevole) contro la Danimarca.

## Statistiche

### Cronologia presenze e reti in nazionale
| Cronologia completa delle presenze e delle reti in nazionale ― Rep. Ceca | Cronologia completa delle presenze e delle reti in nazionale ― Rep. Ceca | Cronologia completa delle presenze e delle reti in nazionale ― Rep. Ceca | Cronologia completa delle presenze e delle reti in nazionale ― Rep. Ceca | Cronologia completa delle presenze e delle reti in nazionale ― Rep. Ceca | Cronologia completa delle presenze e delle reti in nazionale ― Rep. Ceca | Cronologia completa delle presenze e delle reti in nazionale ― Rep. Ceca | Cronologia completa delle presenze e delle reti in nazionale ― Rep. Ceca |
| Data                                                                     | Città                                                                    | In casa                                                                  | Risultato                                                                | Ospiti                                                                   | Competizione                                                             | Reti                                                                     | Note                                                                     |
| ------------------------------------------------------------------------ | ------------------------------------------------------------------------ | ------------------------------------------------------------------------ | ------------------------------------------------------------------------ | ------------------------------------------------------------------------ | ------------------------------------------------------------------------ | ------------------------------------------------------------------------ | ------------------------------------------------------------------------ |
| 15-11-2009                                                               | al-'Ayn                                                                  | Emirati Arabi Uniti                                                      | 0 – 0 dts (3 - 2 dtr)                                                    | Rep. Ceca                                                                | UAE International Cup - Semifinale                                       | -                                                                        | 79’                                                                      |
| 18-11-2009                                                               | al-'Ayn                                                                  | Azerbaigian                                                              | 2 – 0                                                                    | Rep. Ceca                                                                | UAE International Cup - Finale 3º-4º posto                               | -                                                                        |                                                                          |
| 17-11-2010                                                               | Aarhus                                                                   | Danimarca                                                                | 0 – 0                                                                    | Rep. Ceca                                                                | Amichevole                                                               | -                                                                        | 46’                                                                      |
| Totale                                                                   |                                                                          | Presenze                                                                 | 3                                                                        |                                                                          | Reti                                                                     | 0                                                                        |                                                                          |

## Palmarès

### Club

#### Competizioni nazionali
- Campionato ceco: 1

Baník Ostrava: 2003-2004